# علی ذکاوتی قراگوزلو
علی ذکاوتی قراگوزلو ( یا علی ذکاوتی قره‌گوزلو ) زاده ۱۵ فروردین ۱۳۳۰ در همدان، محقق، نویسنده و پژوهشگر حوزه علوم انسانی و تعلیم و تربیت از استادان و پژوهش‌گران ایرانی است که به‌جهت پژوهش‌هایی که در سطح ملی انجام داده جوایز و تقدیرنامه‌های فراوانی کسب نموده‌است. وی همچنین دارای عنوان مدیر علمی برتر کشور می‌باشد. از مهمترین و اصلی‌ترین ایده‌هایی که وی در دوران فعالیت خود مطرح نموده‌است، توسعه و گسترش ایده صلح جهانی در تالیفات و سایر نوشته‌هایش بوده و طرح موضوع حول محور ضرورت و امکان آموزش صلح در آغاز قرن بیست و یکم از ابتکارات وی می‌باشد. اطلاعات بیشتر دربارهٔ این محقق و پژوهشگر حوزه علوم انسانی، در اینجا مطالعه کنید. از ایران به مناسبت ۲۵ سال فعالیت تحقیقاتی، فرهنگی، اجتماعی و هنری دربارهٔ صلح و مدارا به سازمان یونسکو و به مؤسسه جهانی کمنیوس، وموسسه نوبل معرفی شد. همچنین اثر امپراتور ژنده پوش (کتاب) وی یکی از سه کتاب داستانی سال که در مجله سروش، شماره ۵۰۰ صفحه ۶۴ معرفی شده و ازسوی گروه هنری دانشگاه تربیت مدرس تقدیرنامه دریافت کرده‌است.

## زندگی و تحصیلات
علی ذکاوتی در فروردین ماه ۱۳۳۰ در شهر همدان دیده به جهان گشود. وی  فرزند علی اصغر ذکاوتی  خطیب عارف و شاعر همدانی متخلص به زمزم همدانی است.  مادرش از فرزندان  عارف همدانی و قطب عرفانی قرن ۱۳ است که شرح حال او در دوجلد کتاب تاریخ اجتماعی و سیاسی ایران در قرن سیزدهم و چهاردهم هجری نوشته سعید نفیسی آمده است( ذیل حاج محمدخان قرا گزلو و حاج محمد جعفر قرا گزلو). او برادر کوچکتر دکتر علیرضا ذکاوتی قراگوزلو می‌باشد. وی تا اتمام کلیه مقاطع تحصیلی پیش از دانشگاه را در زادگاه خود گذرانده‌است. او با یاری و تشویق والدینش که مشوقان اصلی او در مسیر تکامل بوده‌اند، با جدیت و تلاش با پایان تحصیلات پیش از دانشگاه، جهت تحصیل در مقطع کارشناسی رشته جامعه‌شناسی و جمعیت‌شناسی دانشگاه تهران راهی تهران شد و در ادامه با پذیرفته شدن در مقطع کارشناسی ارشد در رشته ارتباطات / تکنولوژی آموزشی در دانشکده صدا و سیما که در آن دوره به مدرسه عالی تلویزیون و سینما شهرت داشت تحصیلاتش را در همین شهر ادامه داد. وی همچنین در کارشناسی ارشد رشته فلسفه دانشگاه تهران تحصیلاتش ناتمام ماند. اما با ادامه تحصیل در دانشگاه تربیت مدرس، نهایتاً با مدرک دکتری در رشته فلسفه تعلیم و تربیت از این دانشگاه فارغ‌التحصیل گردید و به جهت «رساله دکتری در موضوع صلح» از مجلس شورای اسلامی دریافت جایزه و تقدیرنامه‌ای دریافت نموده است. این رساله تحت عنوان «تحلیل و نقد دلالتهای تربیتی در اندیشه صلح کمینوس ، کانت و گالتونک» به مبحث صلح در اندیشه فلسفی تربیتی می‌پردازد.

## فعالیت‌های علمی
علی ذکاوتی علاوه بر انجام پژوهش‌های مختلف در حوزه‌های تعلیم و تربیت و علوم انسانی، تالیفات، ترجمه‌ها، مقالات و کتابهایی دارد که مهمترین این آثار پس از آشنایی با مضامین پژوهش‌ها و تالیفاتش در ذیل می‌آید. علاوه بر دریافت جایزه برای رساله دکتری در موضوع صلح، ذکاوتی موفق به دریافت ۵ جایزه و تقدیرنامه‌های مختلف برای انجام پژوهش‌هایی در سطح ملی نیز شده‌است. همچنین وی سردبیر فصلنامه پژوهش در مسائل تعلیم و تربیت است که توسط انجمن ایرانی تعلیم و تربیت در حوزه علوم انسانی منتشر می شود. وی عضو هیئت تحریریه نشریه پژوهش های تربیتی است که دارای رتبه علمی-ترویجی(وزارت علوم) می‌باشد.

### مضامین کلی فعالیت
صلح ، آموزش و تعلیم و تربیت دستمایه و مضمون اصلی تالیفات، پژوهش های این نویسنده و پژوهش‌گر است، ذکاوتی در کتاب آموزش صلح به متمم پیشنهاد یونسکو در مورد به رسمیت شناختن آموزش صلح در حکم اصلی فراگیر در آموزش اشاره کرده و نوشته است: اهداف آموزش صلح پرورش انسانی است که بتواند منتقدانه فکر کند و بر اساس عقیده و دیدگاه انسان دوستانهی خود نسبت به زندگی برای خلق دنیایی عادلانه با دیگران همکاری کند. در این زمینه او عقیده دارد آموزش چهار مسئلهی اصلی جهانی یعنی انقلاب فناوری، محیط زیست، اطلاعات و ارتباطات و صلح و تبیین ارتباط آنها با یکدیگر تا حد زیادی در کاهش احتمال جنگ مؤثر است.

### فعالیت در نشریات و مجلات
او سردبیر و عضو هیئت تحریریهء فصلنامه پژوهش در مسائل تعلیم و تربیت  و نیز عضو هیئت تحریریهء پژوهش‌نامه مبانی تعلیم و تربیت و نیز عضو کمیته علمی همایش «چیستی صلح؛ مبانی مفهومی- نظری و چشم اندازهای راهبردی» بوده است.

## آثار
علی ذکاوتی قراگوزلو آثار مختلفی از جمله تألیفاتی شامل کتاب‌ها، مقالات، ترجمه‌ها و ابداعات و ابتکاراتی در حوزه‌ی علوم انسانی، آموزش و تعلیم و تربیت دارد. از جمله آثار وی تألیف کتاب‌های: امپراتور ژنده‌پوش، جامعه‌شناسی وسایل ارتباط‌جمعی، دین و تمدن در گذر تاریخ، تأملات دین‌شناختی از افلاطون تا امروز، نگاه قرآن به آسیب‌های اجتماعی و… و ترجمه‌ی کتب: ارتباط کلامی، تحلیل معانی بیان (اثر جرالد میلر)، آموزش و پرورش متوسطه (اثر داگلاس)، و… و همچنین پژوهش‌های بسیاری است که در چندین جشنواره داخلی و خارجی به عنوان طرح برتر، انتخاب شده‌اند.

### کتاب‌ها
- امپراتور ژنده پوش (کتاب) (یکی از سه کتاب داستانی سال که در مجله سروش، شماره ۵۰۰ صفحه ۶۴ چاپ شده، معرفی شده. چاپ چهارم. همچنین این کتاب ازسوی گروه هنری دانشگاه تربیت مدرس تقدیرنامه دریافت کرده است.[۴]
- مبانی و نظریه‌های آموزش و پرورش / انتشارات احیای کتاب و انجمن ایرانی تعلیم و تربیت.
- آموزش صلح / انتشارات نوروز هنر (۱۳۸۱هدیه به افغانستان)[۱۲]
- آموزش و پرورش[۱۳]
- آموزش و پرورش: مبانی و نظریه‌ها[۱۴]
- رساله برگزیده صلح با عنوان تحلیل و نقد دلالتهای تربیتی در اندیشه صلح کمینوس، کانت و گالتونک[۱۵]
- سی سال پژوهش و نگارش کتاب آموزش و پرورش انسانی
- هرمنوتیک، مقدمه‌ای در باب درک متون دینی و فرهنگ[۱۶]
- صلح و محیط زیست(۵جلد)
- تحول در برنامه علوم انسانی
- هنر، پالایش و تربیت
- فعالیت میان‌رشتگی و اخلاق
- بررسی کاربرد تاریخی فرهنگ و آموزش ایران از باستان تا امروز

### پژوهش‌ها و مقالات
- اکولوژی آموزش، یادگیری و اخلاق[۱۷]
- رابطه عقل و اخلاق[۱۸]
- ادخال اجتماعی[۴]
- فلسفه آموزش و پرورش انسانی[۱۹]
- کانت و مسوولیت اجتماعی، سیاسی[۲۰][۲۱]
- اندیشه تفاهم انسانی (جامعه مهربان)[۲۲]
- تحول نفس در داستان‌های عامیانه صوفیان[۲۳]
- تأملی بر اندیشه‌های تربیتی کمنیوس[۲۴]
- اخلاق از دیدگاه انسان گرایی، روشن گری و بهبود گرایی[۲۵]
- چگونگی ارتقای کیفی عناصر برنامه درسی روان‌شناسی اجتماعی (پیوند انجمن‌های علمی با آموزش عالی)[۲۶]

### ترجمه‌ها
او همچنین ترجمه‌هایی غالباً در حوزه علوم انسانی و آموزش و پرورش داشته است:
- ارتباط کلامی (تحلیل معنای و بیان) /جرالد میلر / چاپ چهارم انتشارات سروش[۲۷]
- مقدمه ای بر طرح دوباره جامعه‌شناسی آموزش و پرورش(1)[۲۸]
- ترجمه و تحشیه کتاب ارتباط کلامی تحلیل معنای و بیان /جرالد میلر /ناشر: سروش/ ۱۳۶۸ و و۱۳۸۵و۱۳۹۰و1380)[۵]
- ترجمه و تحشیه کتاب پرسشگری /به تألیف ۲۰ تن از دانشگاهیان انگلیسی زبان[۵]
- کتاب روان‌شناسی یادگیری تألیف آلن گانیه[۵]
- ترجمه و تحشیه کتاب مجموعه مهم بابز مریل دانشگاه میشیگان، به نام (an introduction to speech communication) مورد تأیید مرکز نشر دانشگاهی قرار گرفت و به چاپ رسید.[۵]

## افتخارات علمی
- ذکاوتی (پژوهشگر، نویسنده و مترجم، دارای درجه دکتری تخصّصی تعلیم و تربیت و عضو انجمن جامعه شناسی ایران) به دلیل فعالیت ها و خلاقیت های خود در زمینه صلح و محیط زیست، از سوی نهادهای مختلف کشورمان به مؤسسه صلح نوبل و مؤسسه یونسکو و مؤسسه مدال جهانی کومنیوس معرفی شده است.[۲۹]
- با توجه به زمینه فعالیت‌های علمی و آموزشی وی افتخاراتی نیز کسب نموده است [۵] :
  - وی دارای عنوان مدیر علمی برتر کشوراست. برای پژوهش‌هایی که در سطح ملی انجام داده ۵ جایزه و تقدیر دریافت کرده‌است.
- دارای عنوان برترین مقاله در فراخوان بین‌المللی مقاله‌نویسی در موضوع صلح، ایده برتر
- دریافت جایزه و تقدیر از مجلس شورای اسلامی (رساله دکتری در موضوع صلح)، دریافت کرد.
- در سال ۱۳۸۰به عنوان پژوهشگر برتر کشور، معرفی گردیده است.[۲۹]